# (691) Лихай
(691) Лихай (англ. Lehigh) — астероид главного пояса, который был открыт 11 декабря 1909 года американским астрономом Джоэлом Меткалфом в Тонтонской обсерватории. Назван в честь американского Лихайского университета, в котором Джозеф Б. Рейнолдс, пользуясь указаниями Меткалфа, рассчитывал траекторию движения астероида. Тиссеранов параметр относительно Юпитера — 3,199.